# Sami Frashëri

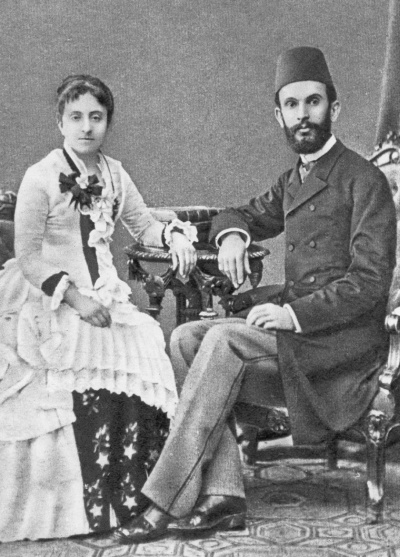

Sami Frashëri (1 de junio de 1850 Frashër Albania; † 5 de junio de 1904 Estambul) escritor albanés, y en uno de los principales activistas del  Movimiento Nacional Albanés a fines del siglo XIX. 
En 1899 publicó su texto  Shqipëria - ç'ka qenë, ç'është e ç'do të bëhet(en castellano: Albania - lo que era, lo que es y lo que será), que formuló la primera vez el derecho de los albaneses a un, Imperio otomano, un estado-nación independiente y desarrollado y tuvo la visión de la evolución de la población albanesa a una moderna nación. 
Como creador de la primera Enciclopedia turca y de varios diccionarios, Frashëri es también una de las principales figurastde la historia cultural turca. En Turquía, es conocido por su nombre tradicional 'Şemseddin Sami'. Şemseddin (arab.) significa sol de la religión. 

## Vida
En el sur de Albania, Sami Frashëri recibió su primer entrenamiento en un Tekke Bektashi. Después de la muerte de sus padres son las ocho de Frashëri-1865 Ioannina, donde el hermano mayor Abdyl Frashëri en el estado otomano se produjeron mientras el servicio sami y Naim Frashëri, la Gimnasio griego "Zosimea" visitados. Además de la lengua griega, él también aprendió latín, italiano y francés; en la Madrasa de la ciudad persa y árabe. 
En 1871 Frashëri funcionarios de la vilayet empresa de Ioannina. Desde 1872, vivió en Estambul, donde permaneció como miembro de la administración pública y trabajando en la autoridad de control sobre la prensa. En la capital, entró en contacto con los reformistas de Turquía, para la reconstrucción del  Imperio otomano a un moderno Estado constitucional , pero lo quería con carácter supranacional Islámico. 
El 6 de abril de 1874 Frashëri estrenó su drama teatral Besa en el Estambul otomano. En el mismo año, en junio viajó a Trípoli (Libia), donde estuvo nueve meses a partir de los oficiales el árabe y el turco-vilayet encabezada el periódico Tarabulus. 
Al igual que su hermano Sami fue Abdyl 1877 a la fundación del Comité Central para la defensa de los derechos del pueblo albanés (alb.:Komiteti për mbrojtjen e qendror të drejtave të kombësisë shqiptare), 1877 trabajó durante un corto período con las tropas Administración de Ioannina. 
En octubre de 1879, Sami Frashëride  fue co-fundador en Estambul de la sociedad albanesa de la prensa de literatura (alb.:Shoqëri të e shtypuri shkronja shqip), y fue elegido presidente de esta asociación. Como redactor jefe, supervisó la aparición en Estambul  albanés revistas Drita' (1884) y Dituria (1885), en la que publicó numerosos artículos. Incluso con el turco Sabah deja', Aile y Haftaa unos años, fue el redactor jefe. 
En colaboración con una editorial de periódicos armenios Frashëri publicó en 1884  una serie de libros populares Cep Kütüphanesi(en alemán: biblioteca de bolsillo) de los quince, también ha publicado sus propias obras. 
Frashëri pasó la mayor parte de su vida en la capital otomana, a la que fue dedicada su obra literaria y científica. A finales de la década de 1890, construyó una villa en el distrito de Estambul [[partes de la ciudad de Estambul | Erenköy]]. Allí vivía con su esposa Emine Velije y los cinco hijos en común  y los dos hijos de su difunto hermano Abdyl 1892. 
Cuando el gobierno Nacional otomano de 1897 actuó bruscamente contra los movimientos de los pueblos balcánicosa Frashëris ya no trabaja en Estambul. Él permanece en Bucarest, donde hay una gran comunidad de emigrantes albaneses, con importante vida cultural. En el último año de su vida la policía lo mantuvo en una especie de arresto domiciliario, y le había prohibición la publicación. 
A su muerte, Sami Frashëri dejó atrás 12000  títulos  de una extensa biblioteca. Mientras que los restos mortales de sus hermanos y Abdyl Naim se trasladaron de Estambul a Tirana en 1937, Sami Şemseddin sigue siendo venerado por los turcos en su tumba de Estambul.

## Obra
Sami Frashëri escribió en 30 años cerca de 60 obras en albanés, turco y árabe. Además, publicó numerosos artículos para periódicos turcos y albaneses, de temas científicos, culturales, sociales y políticos y, en particular, sobre la situación de los albaneses en el Imperio Otomano tomó posición. 
En 1872 publica la primera novela de la historia literaria turca:El amor de Tal'at y Fitnat. Frashëri fue también el primer autor de libros de texto de los albaneses. En los años 1886-1888, publicó un libro, una gramaticaalbanés del albanés y un libro de geografía. Hasta 1902 escribió seis libros de texto en árabe y en lengua turca. 
Sami Frashëri adquirió gran fama en la lengua turca. En 1882 y 1885 aparecen el diccionario francés-turco y el turco-francés. Pronto seguido por otro diccionario árabe-turco de su pluma, pero por falta de dinero se mantuvo inédito. En 1901 aparece finalmente el diccionario turco monolingüe (Kamus Sys-i), que incluye 40000 palabras clave. Todavía es considerada una importante contribución a la literatura turca, y fue utilizado en 1932 por la Sociedad Turca de Filología como base de la lengua escrita contemporánea turca. 
La mayor obra de Sami Frashëris es una enciclopedia histórico-geográfica en seis volúmenes, el primer libro de su tipo en el idioma turco. Frashëri prestó especial atención a las entradas sobre su patria albanesa. Muchos pequeños pueblos y aldeas albaneses fueron por él, por primera vez, reseñados en enciclopedia. 
De Frashëris se ha encontrado manuscrito, un diccionario albanés y una colección de canciones populares manuscritas en albanés, que se mantuvo inédito.

## Albania - lo que era, lo que es y lo que será
De la mayor importancia para el movimiento nacional albanés, Frashëris 1899 publicado anónimamente en Bucarest, el manifesto político Shqiperia - ç'ka qëne, ç'eshte ª e çdo bëhetë. Fue alrededor de 1910, poco antes de la proclamación de la independencia de Albania, incluso en Europa occidental, ya que, como medida complementaria de griego y turco, el francés y el italiano traducciones han sido publicadas. Una versión en alemán se publicó en 1913 en Viena. 
Después de un breve esbozo histórico, el autor observa que el Imperio otomano, cerca del naufragio, y que ya es hora de Albania para resolverlo. Describe las fronteras de un futuro gobierno albanés, esbozó la estructura de gobierno y administración, así como la educación. Se pide la creación de un albanés autokephalen iglesia y formula opiniones sobre la economía. La demanda de la independencia de los albaneses era algo nuevo y atrevido. Hasta el momento, la mayoría de los dirigentes albaneses de la continuación del reinado del Imperio otomano en Albania como una protección necesaria contra la expansión de las otras naciones del sudeste de Europa, ya que ambos, así como las grandes potencias occidentales no solo se negó la creación de un Estado albanés, sino se ha negado nuncala existencia de un espacio nacional albanés. 
El legado de Sami Frashëri fue que los albaneses musulmanes tienen todavía la ilusión generalizada de la reforma abierta del Imperio otomano y la creación de una Albania independiente como difícil, pero con alternativas viables para los problemas políticos de su nación en juego.